# 雷·布恩
雷蒙·奧提斯·布恩（英語：Raymond Otis Boone，1923年7月27日—2004年10月17日），為美國職棒大聯盟的內野手。生涯曾效力過印地安人、老虎、白襪、運動家、勇士與紅襪等隊。
他的兒子鮑伯·布恩於1972年至1990年間在大聯盟擔任捕手。他的孫子布雷特·布恩和亞倫·布恩也都是大聯盟球員，其中亞倫更是擔任洋基隊的總教練。他們也是大聯盟唯一一家連續三代都有入選明星賽的球員家族。2017年，布雷特的兒子Jake在選秀會上被華盛頓國民選走。布恩家族也創下了連續四代都進入美國職棒體系打球的紀錄。
1973年，布恩入選聖地牙哥的冠軍名人堂。他後來也超過30年的時間擔任紅襪隊的球探。布恩也是美國開拓者丹尼爾·布恩的後代。
2004年10月17日，布恩因為肝病於聖地牙哥去世，享年81歲。

## 外部連結
- 球員資訊和成績在MLB，ESPN，Baseball-Reference，Fangraphs（英文）